# Eritrichium thomsonii
Eritrichium thomsonii är en strävbladig växtart som först beskrevs av Charles Baron Clarke, och fick sitt nu gällande namn av Ivan Murray Johnston. Eritrichium thomsonii ingår i släktet Eritrichium och familjen strävbladiga växter. Inga underarter finns listade i Catalogue of Life.